# ミニスキュル 〜森の小さな仲間たち〜
『ミニスキュル ～森の小さな仲間たち～』は2014年のフランスの映画作品で、テレビ番組『ミニスキュル』の劇場版にあたる。2014年10月18日からイオンシネマで公開されたのち、ブルーレイ・DVD発売前にあたる2015年2月11日にスターチャンネルで先行放送された。

## ストーリー
ある日、一匹のてんとう虫が角砂糖の箱の中で黒アリ達と出会い、その箱を黒アリ達のすみかに運ぶのを手伝うことになった。厳しい自然の中で彼らは運び続けるが、その中身の角砂糖を赤アリ達が狙っていた。

## 登場キャラクター
- てんとう虫
- ハエ
- 黒クモ
- 黄クモ
- 黒アリ
- 赤アリ
- カタツムリ
- イモムシ
- 蝶
- しゃくとりむし
- ミツバチ
- アシナガバチ
- イトトンボ
- カメムシ
- ヤスデ
- トカゲ
- カワカマス
- カエル
- セミ
- バッタ
- カマキリ
- 蚊
- フンコロガシ
- 人間

## スタッフ
- プロデューサー：フィリップ・デラリュー
- 企画・監督・脚本：エレーヌ・ジロー&トマス・ザボ
- 音楽：エルベ・ラヴァンディエ
- 製作：フチュリコン・フィルム
- 共同製作：ノゾン パリ、ノゾン SPRL、アントル・シアン・エ・ルー、2d3D アニマシオン
- Presented by スターチャンネル
- 配給・宣伝：東北新社